# Cratere Oku
Oku  è un cratere sulla superficie di Venere.